# بصريات الأغشية الرقيقة

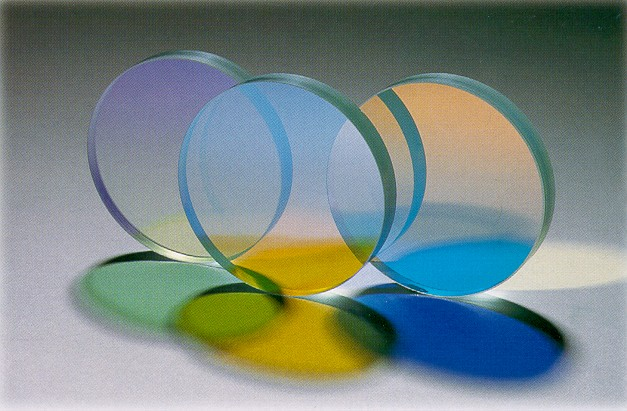
يتم إنشاء مرشحات مزدوج اللون بإستخدام بصريات الأغشية الرقيقة.

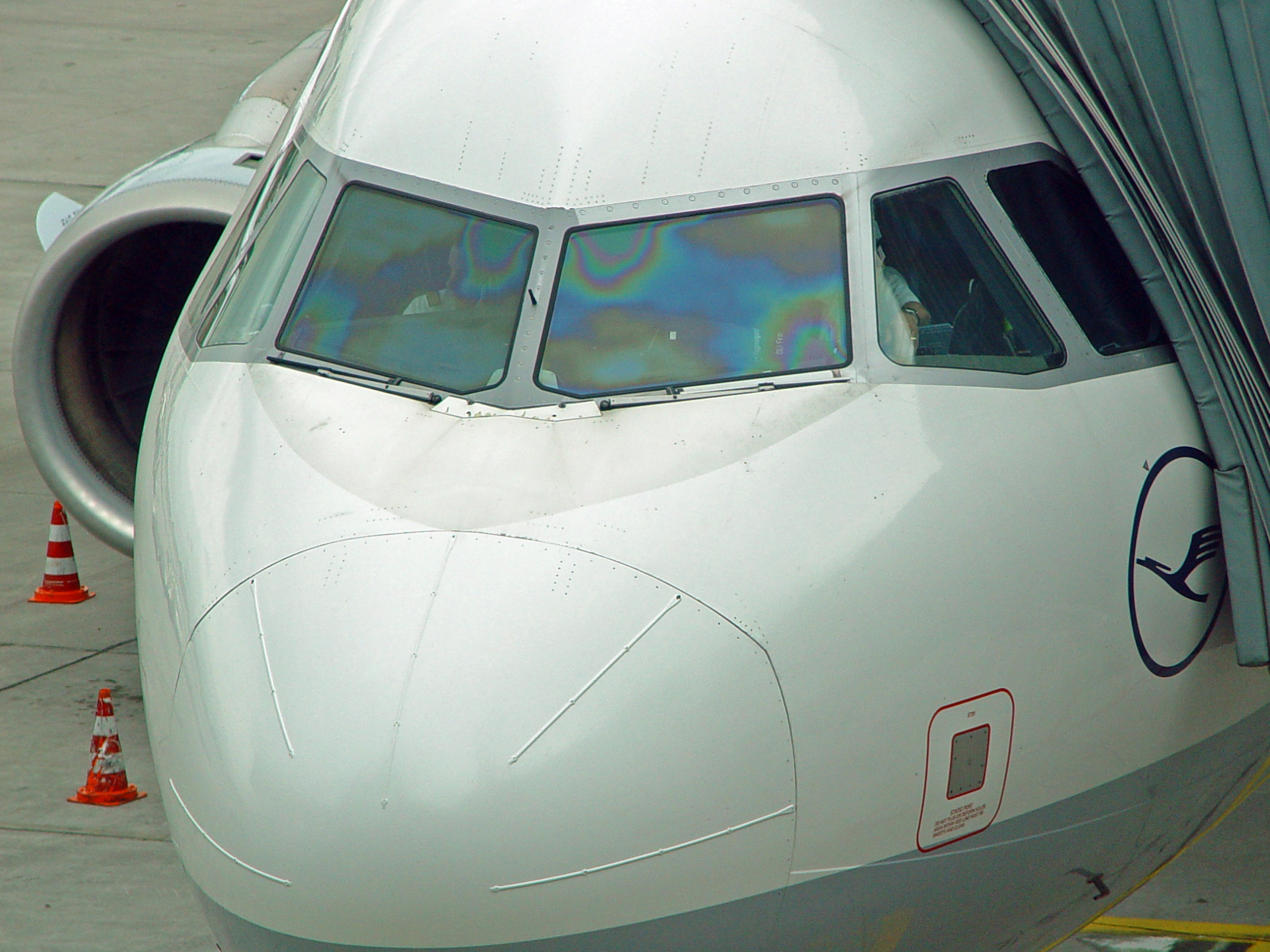
تداخل في الأغشية الرقيقة نتيجة إزالة الصقيع لمادة أكسيد قصدير الإنديوم (ITO) من علي زجاج مقصورة طائرة إيرباص.

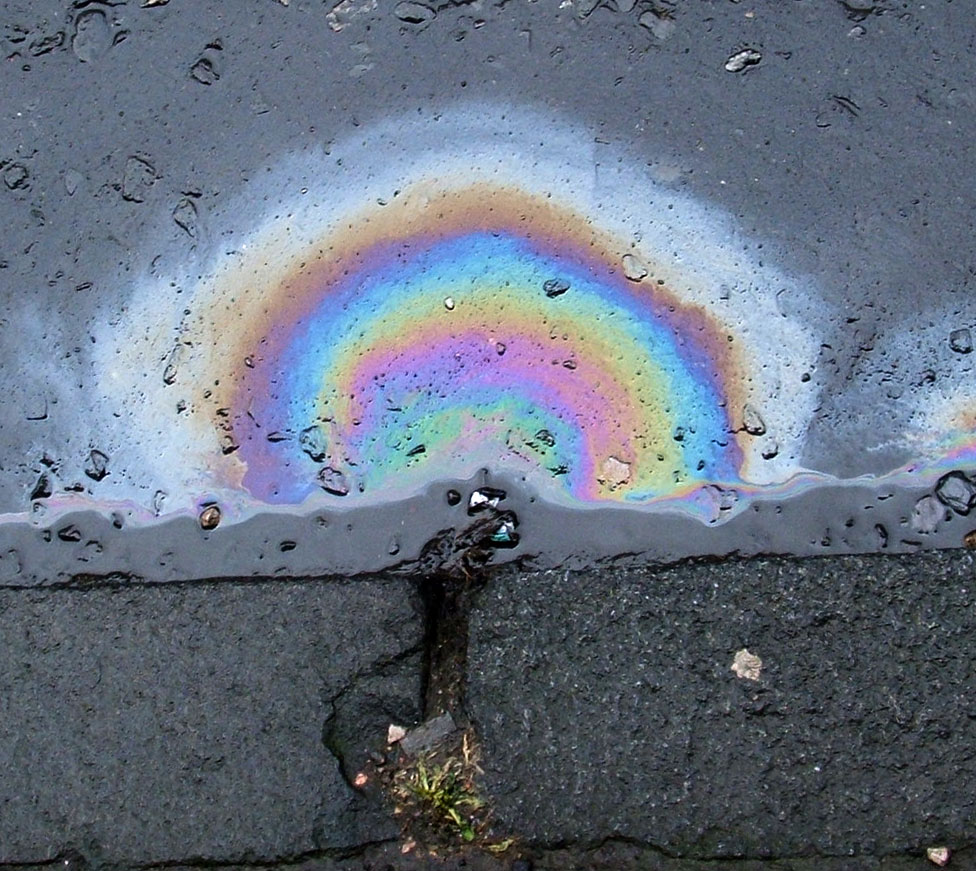
ضوء ملون يتكون من تداخل الضوء الابيض والذي ينعكس علي سطح طبقة رقيقة من وقود الديزل علي سطح الماء.

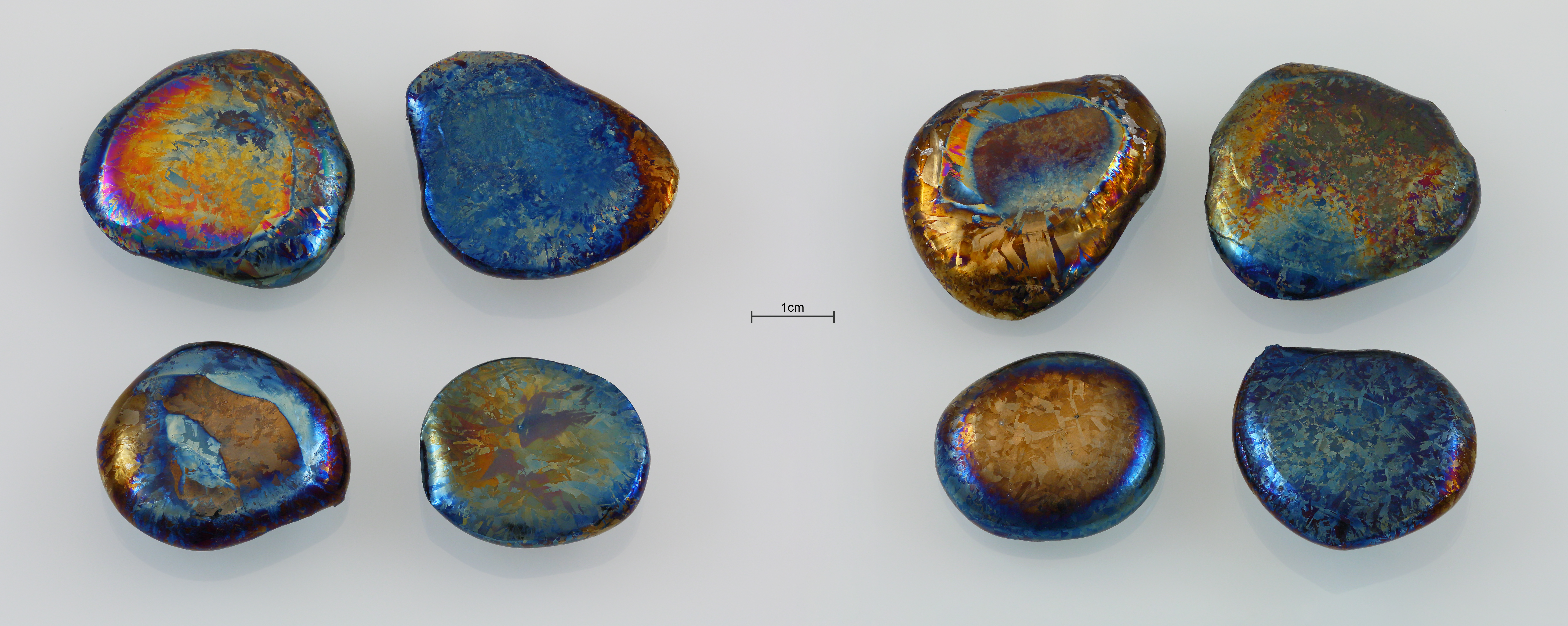
تأثيرات بصرية للأغشية الرقيقة تظهر علي سبأئك أكسدة الهافنيوم.

بصريات الأغشية الرقيقة (بالإنجليزية: Thin-film optics)‏ هي فرع من فروع علم البصريات التي تتعامل مع طبقات رقيقة للغاية من مواد مختلفة. ومن أجل إظهارها يجب أن يكون سمك طبقات المواد (حوالي 500 نانومتر) وفقًا لأطوال موجات الطيف المرئي. وتظهر في هذه الحالة خصائص عاكسة ملحوظة، ويمكن ملاحظتها في فقاعات الصابون والبقع الزيّتية.
يمكن إنشاء طبقات الأغشية الرقيقة من خلال ترسيب طبقة أو أكثر من مواد مختلفة علي الطبقة التحتية (عادةً تكون زجاج)، ويتم ذلك باستخدام عملية ترسيب بخار فعلي، مثل التبخر، أو الترسيب، أو عملية كميائية مثل الترسب الكيميائي للبخار.
وتستخدم الأغشية الرقيقة في إنشاء الطلاءات البصرية، ومن الأمثلة علي ذلك المرايا، الطلاءات المضادة للانعكاسات على النظارات، والسدادات العاكسة علي المصابيح الأمامية للسيارات، والمرشحات الضوئية عالية الدقة.

## أمثلة في عالم الطبيعة

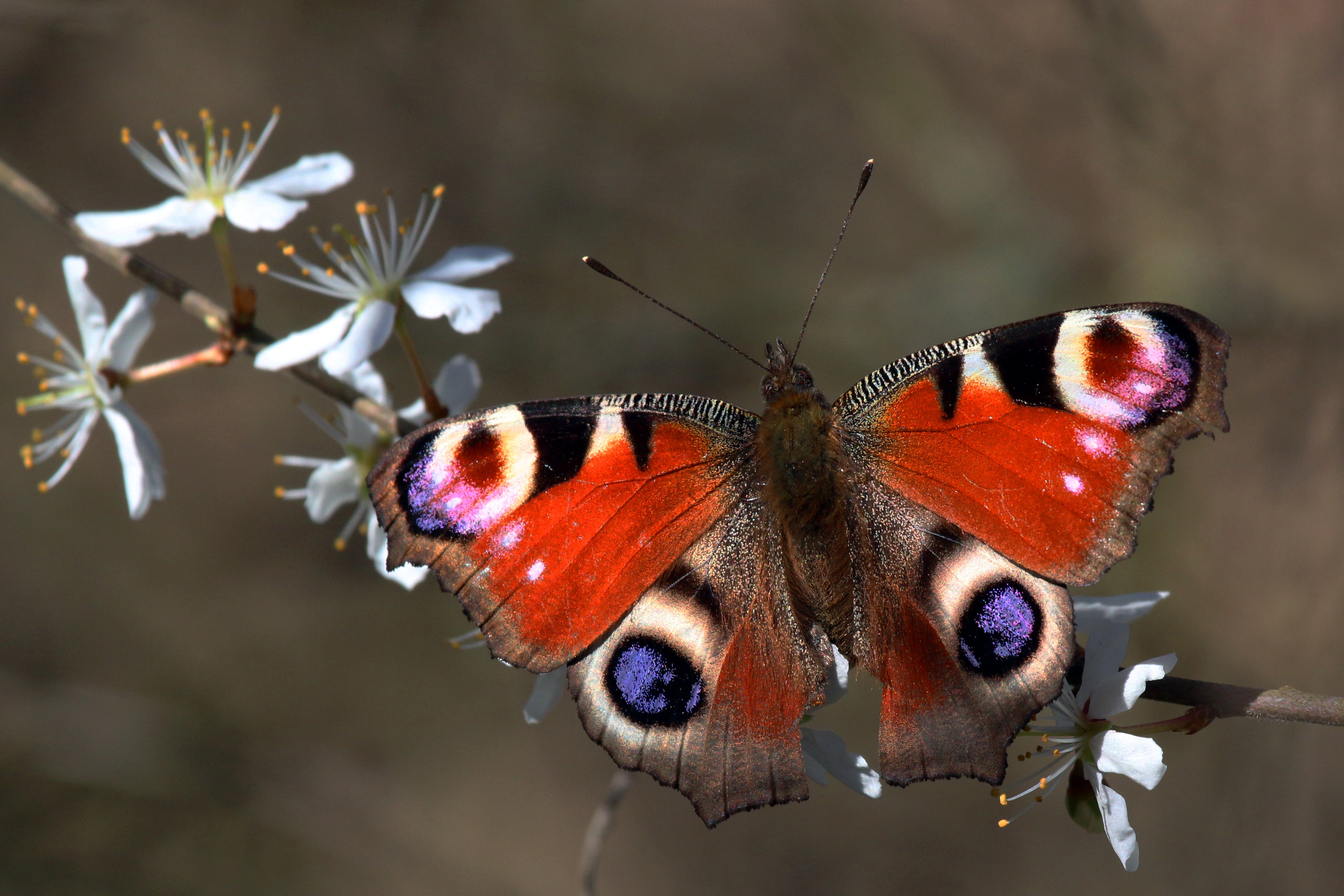
بقع الجناح الأزرق من طويس أوروبي.
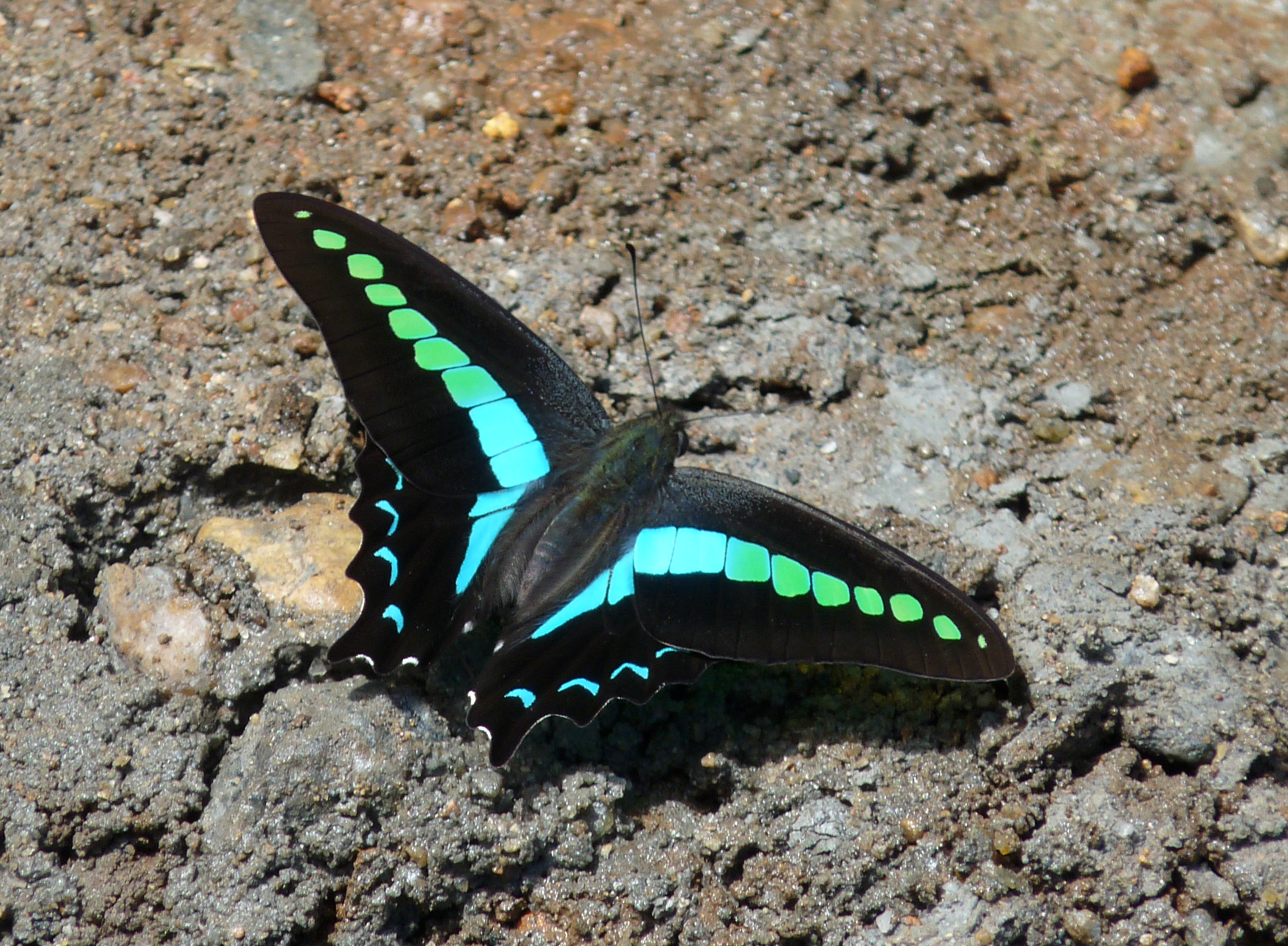
الفراشة الهندية.
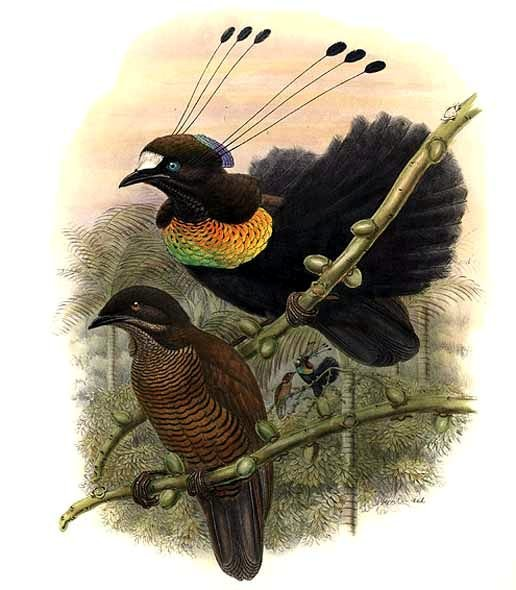
بعض أنواع الطيور.
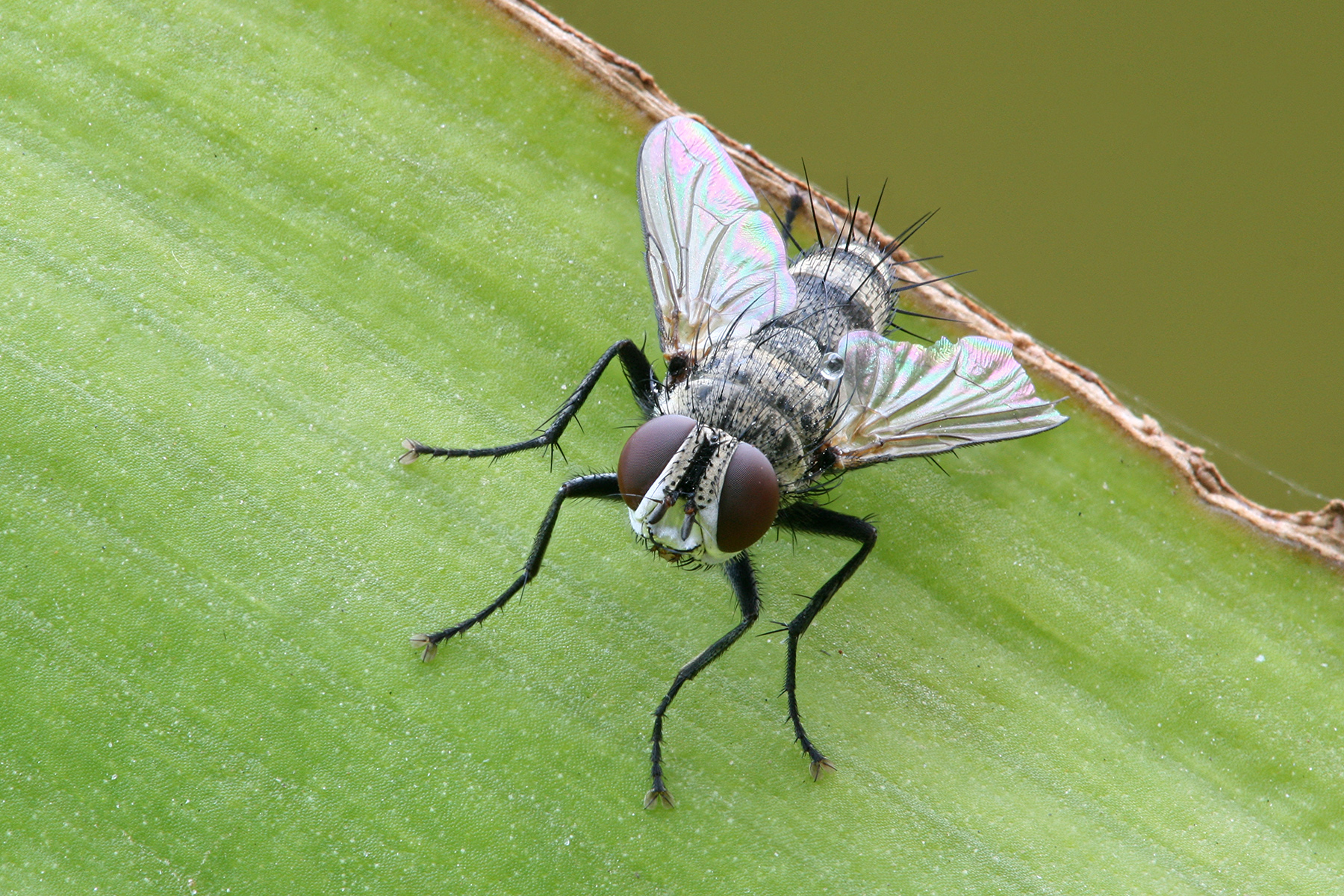
تظهر على العديد من أجنحة الحشرات.
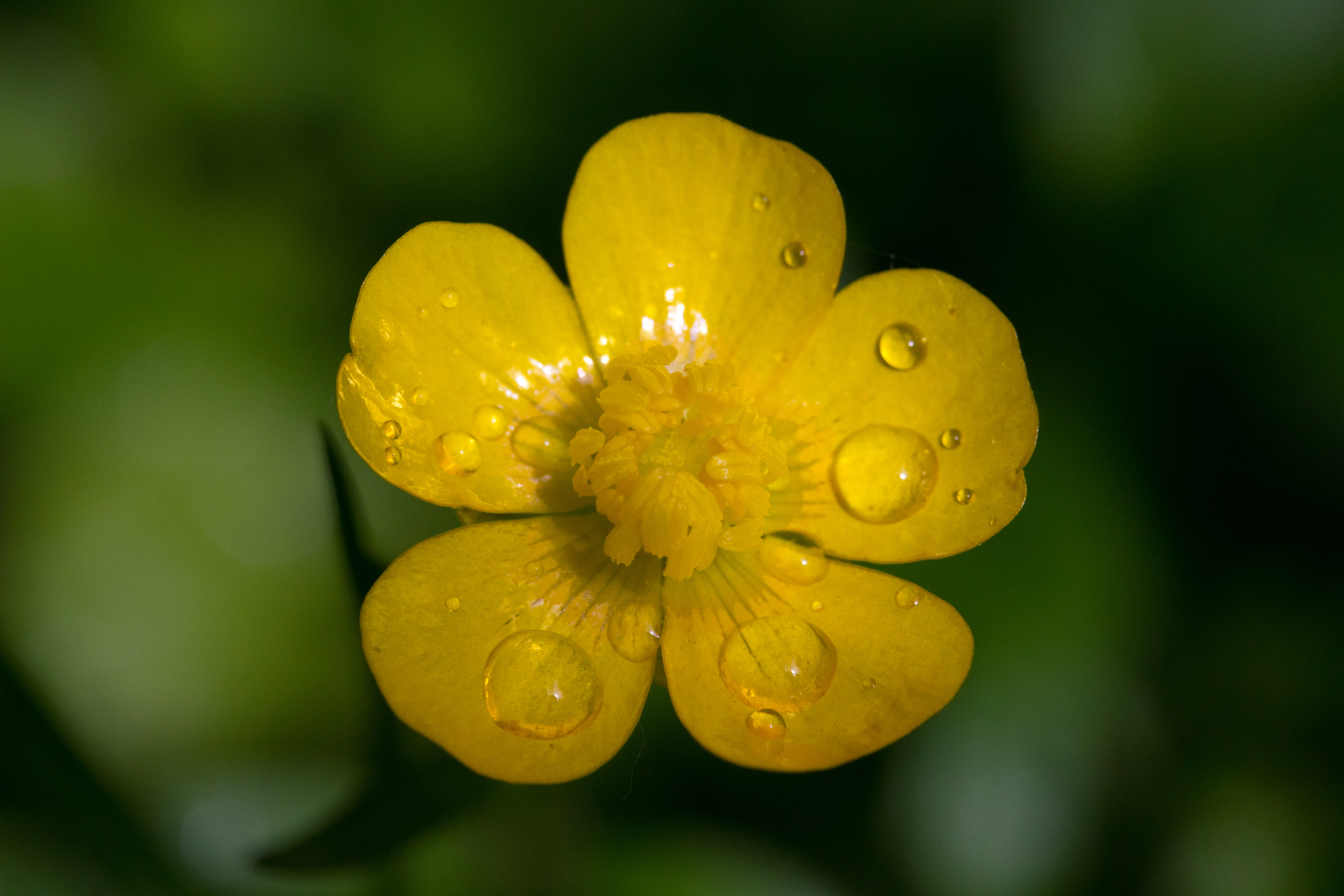
أوراق لامعة من نبتة حوذان.

طبقات الأغشية الرفيعة شائعة في عالم الطبيعة. تنتج أثارها ألوانًا تظهر على فقاعات الصابون، وبقع الزيت، وأيضًا ألوانًا على بعض الحيوانات، وأجنحة العديد من الحشرات بسبب سمكها القليل، وتظهر على العديد من أجنحة الذباب والدبابير، وأيضًا يظهر على البقع الزرقاء من فراشة الطويس الأوروبي، وعلى بعض الزهور مثل زهرة حوذان مما يعزز رؤيتها لتجدها الحشرات بطريقة أسهل.